# Epimixia
Epimixia is een geslacht van wantsen uit de familie van de Tingidae (Netwantsen). Het geslacht werd voor het eerst wetenschappelijk beschreven door George Willis Kirkaldy in 1908.

## Soorten
Het genus bevat de volgende soorten:

- Epimixia aboccidente Cassis, Symonds & Branson, 2019
- Epimixia acclivis Cassis, Symonds & Branson, 2019
- Epimixia albimons Cassis, Symonds & Branson, 2019
- Epimixia alitophrosyne Kirkaldy, 1908
- Epimixia allocasuarina Cassis, Symonds & Branson, 2019
- Epimixia bicolor Cassis, Symonds & Branson, 2019
- Epimixia caerulamons Cassis, Symonds & Branson, 2019
- Epimixia christopherdarwini Cassis, Symonds & Branson, 2019
- Epimixia eneabba Cassis, Symonds & Branson, 2019
- Epimixia fulva Cassis, Symonds & Branson, 2019
- Epimixia gagnei Cassis, Symonds & Branson, 2019
- Epimixia kimberley Cassis, Symonds & Branson, 2019
- Epimixia leai Cassis, Symonds & Branson, 2019
- Epimixia megacosta Cassis, Symonds & Branson, 2019
- Epimixia minor Cassis, Symonds & Branson, 2019
- Epimixia nigriceps (Signoret, 1881)
- Epimixia nigripes Horváth, 1925
- Epimixia pilbara Cassis, Symonds & Branson, 2019
- Epimixia schuhi Cassis, Symonds & Branson, 2019
- Epimixia tropica Cassis, Symonds & Branson, 2019
- Epimixia verticordiaphila Cassis, Symonds & Branson, 2019
- Epimixia veteris Drake, 1944
- Epimixia vittata Horváth, 1925
- Epimixia vulturna (Kirkaldy, 1908)